# Square Lowendal
Le square Lowendal est une voie du 15e arrondissement de Paris, en France.

## Situation et accès
Le square Lowendal est une voie située dans le 15e arrondissement de Paris. Il débute au 5, rue Alexandre-Cabanel et se termine en impasse.

## Origine du nom

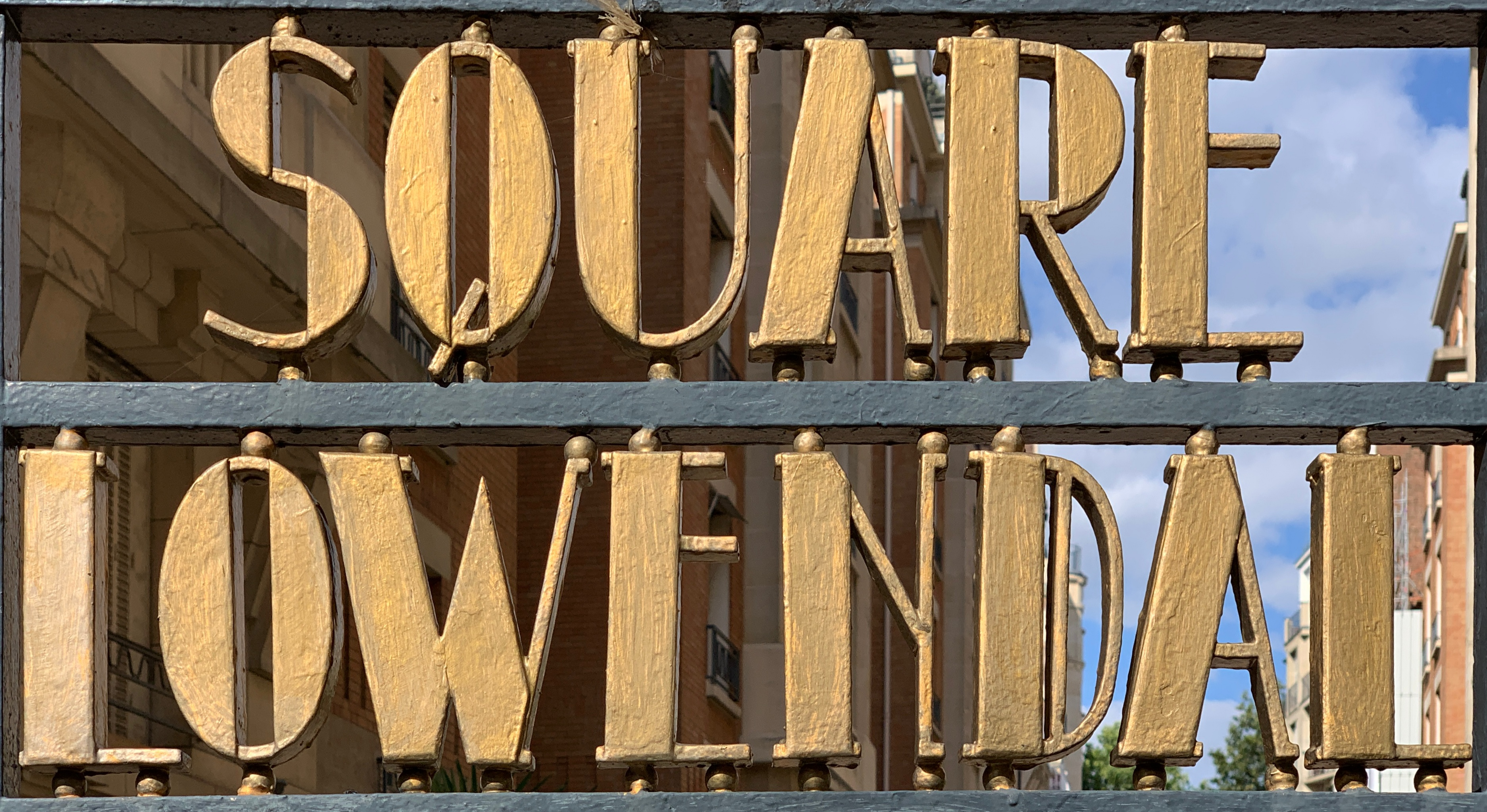
Inscription du square.

Il doit son nom au voisinage de l'avenue de Lowendal qui rend hommage au maréchal de France Ulrich Frédéric Woldemar de Löwendal (1700-1755).

## Historique
Cette voie est créée en 1930.